# Antonio Junior Vacca
Antonio Junior Vacca (ur. 13 maja 1990 w Neapolu) – włoski piłkarz występujący na pozycji pomocnika we włoskim klubie Venezia. Wychowanek Benevento, w trakcie swojej kariery grał także w takich zespołach, jak Barletta, Livorno, Catanzaro, Reggiana, Foggia, Parma oraz Casertana. Młodzieżowy reprezentant Włoch.